# Шипилов (Чертковский район)
Шипи́лов — хутор в Чертковском районе Ростовской области.
Входит в состав Зубрилинского сельского поселения.

## Население
| 2010 |
| ---- |
| 59   |

## Улицы
На хуторе имеются две улицы — Степная и Южная.